# Armand Fouquet de Belle-Isle

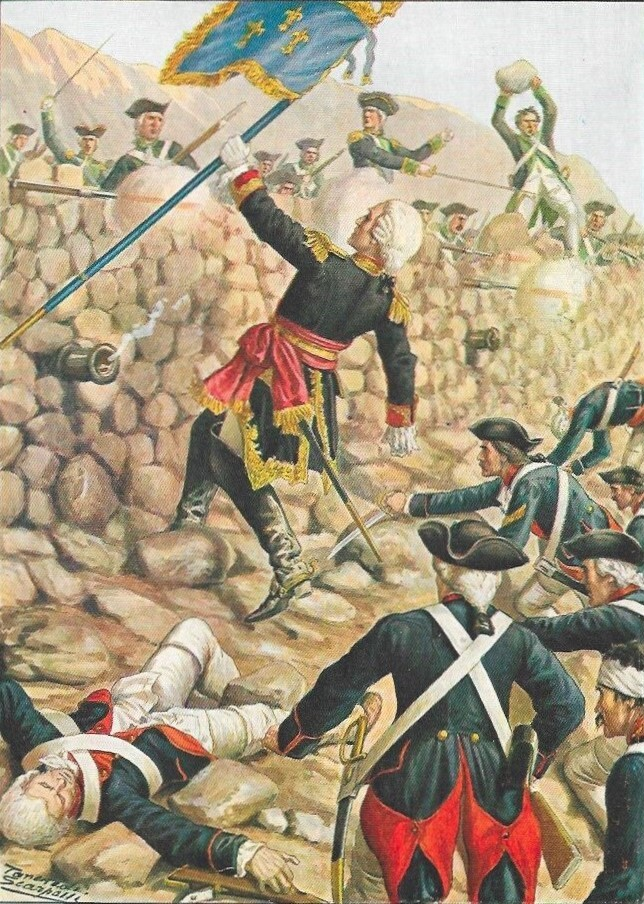
Der Tod des Chevalier de Belle-Isle

Louis-Charles-Armand Fouquet, comte de Belle-Isle, genannt Chevalier de Belle-Isle, (* 19. September 1693 in Agde; † 19. Juli 1747 am Colle dell’Assietta, Piemont) war ein französischer Offizier und Diplomat. Er war der Oberbefehlshaber der französischen Truppen in der Schlacht auf dem Assietta, in deren Verlauf er fiel.
Das Leben Belle-Isles wurde maßgeblich durch die politischen Aktivitäten seines neun Jahre älteren Bruders Louis-Charles-Auguste Fouquet de Belle-Isles bestimmt. Diese hatte als Offizier im Spanischen Erbfolgekrieg gedient und danach als Vertrauter des Cardinal de Fleury nach und nach wichtige Ämter erhalten. Da die Brüder fast immer gemeinsam in Erscheinung traten, wurden sie bei Hofe auch als Orestes und Pylades bezeichnet.
Wie sein älterer Bruder betätigte sich auch Louis-Charles-Armand Fouquet als Offizier, diente bereits mit 14 Jahren in den Regimentern seines älteren Bruders und lernte so das Kriegshandwerk kennen. Auch im Polnischen Thronfolgekrieg folgte er ihm, kämpfte 1733–1735 am Rhein (u. a. Belagerung von Kehl) und erreichte 1738 den Dienstgrad eines Brigadier des armées. Als der ältere Belle-Isle zu einem der einflussreichsten Staatsmänner des Landes aufstieg und zu Beginn des Österreichischen Erbfolgekrieges 1741 die diplomatischen Interessen Frankreichs im Deutschen Reich vertrat, wurde er dabei von seinem jüngeren Bruder als Vertrautem unterstützt. Die Brüder kommandierten die französischen Truppen während der Einnahme von Prag, wo Armand Fouquet am 27. Februar 1742 in Anerkennung seiner Leistungen zum Lieutenant-général des armées aufstieg. Allerdings wendete sich das Kriegsglück bald gegen die Franzosen und nach der folgenden Niederlage in der Belagerung von Prag wurde Armand Fouquet damit beauftragt, dem französischen König die schlechte Nachricht zu überbringen. Nachdem er sich auch 1743 in Truppenkommandos ausgezeichnet hatte, erreichte ihn 1744 die Nachricht, dass sein älterer Bruder von den Alliierten verhaftet und nach England gebracht worden sei. Er folgte ihm aus Solidarität in die Gefangenschaft, aus der beide erst 1746 zurückkehrten. Nach der Rückkehr wurde der ältere Belle-Isle zum Oberbefehlshaber der französischen Truppen in der Provence ernannt. Im Jahr darauf ging das Kommando an Armand Fouquet, der in diesem unabhängigen Kommando die Chance sah, sich in einem Feldzug gegen das Königreich von Sardinien-Piemont die Ernennung zum Marschall von Frankreich zu verdienen.
Belle-Isle befahl und führte deshalb am 19. Juli persönlich einen unsinnigen und verlustreichen Angriff auf den befestigten und von neun piemontesischen und vier österreichischen Bataillonen verteidigten Pass über die Assietta-Höhen bei Exilles (→ Schlacht auf dem Assietta), bei dem er und etwa 3700 französische Soldaten den Tod fanden. Weitere 1600 Soldaten wurden schwer verwundet. Die Verteidiger hatten dagegen 299 Gefallene und Verwundete zu beklagen.